# Aziar
Aziar (en àrab أزيار, Azyār; en amazic ⴰⵣⵢⴰⵔ) és una comuna rural de la prefectura d'Agadir Ida-Outanane, a la regió de Souss-Massa, al Marroc. Segons el cens de 2014 tenia una població total de 2.948 persones.